# Insula de Sud (Noua Zeelandă)

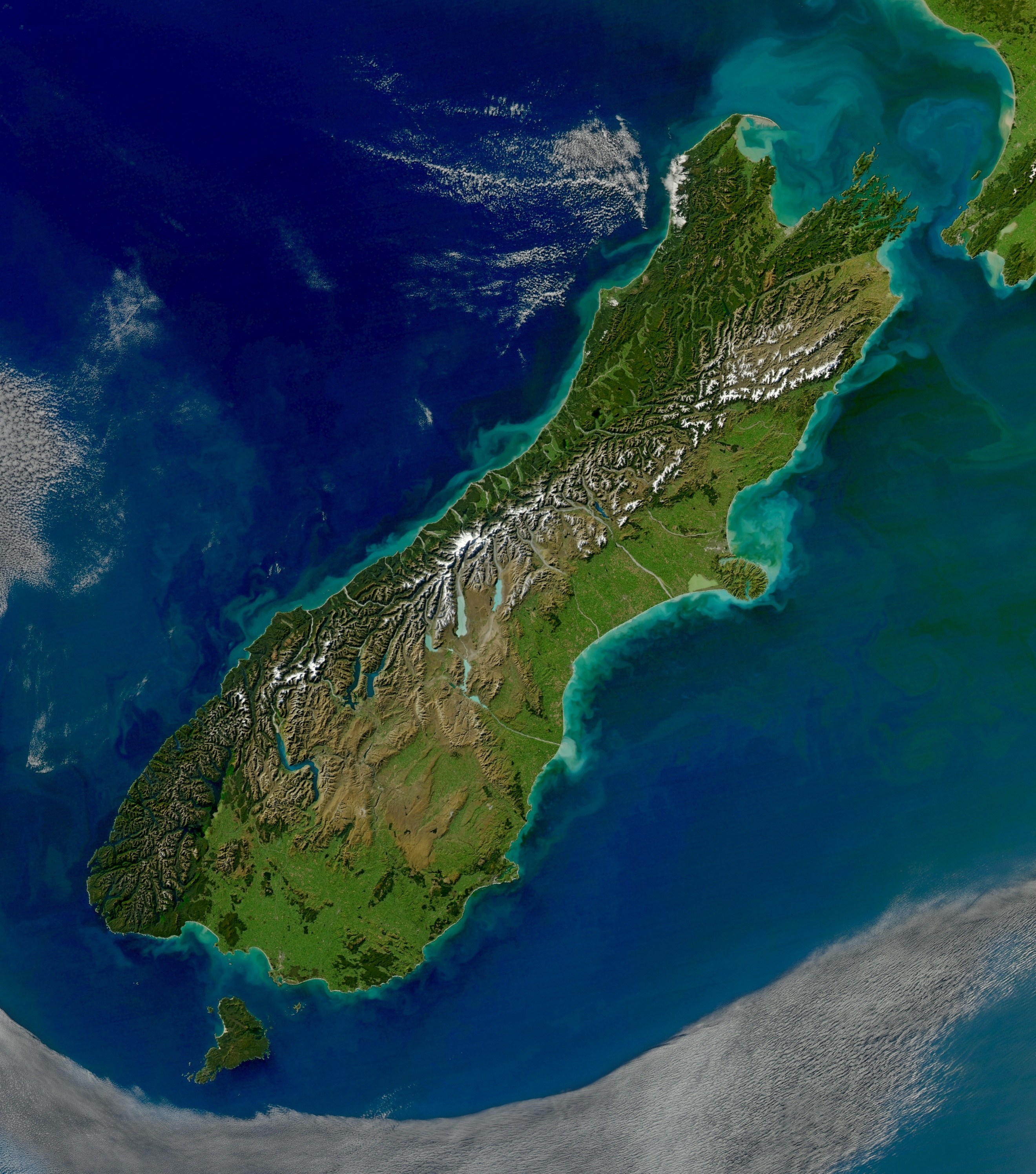
Vedere din satelit

Insula de Sud ("South Island"), (maoră: Te Wai Pounamu) este cea mai mare insulă dintre insulele (North Island și South Island) care alcătuiesc Noua Zeelandă. Ea este situată în partea de sud a strâmtorii Cook (care o desparte de Insula de Nord), la vest de Marea Tasmaniei, iar la est Pacificul de Sud. La miazăzi se află insula măricică numită Stewart/ Rakiura. Insula are o suprafață de 151.215 km2, având o populație de 4.3 mil. de loc., care sunt în majoritate de origine europeană. Emigranții europeni cei mai mulți au venit prin anii 1860 d.C., când a fost Goana după aur din California. Punctul topografic cel mai înalt de pe insulă este Muntele Cook (3.754 m), iar localitatea principală e Christchurch (350.000 loc.). Pe insulă se află Parcul Național "Lacul Nelson", o regiune neatinsă de mâna omului. 

## Localități (în ordine alfabetică):

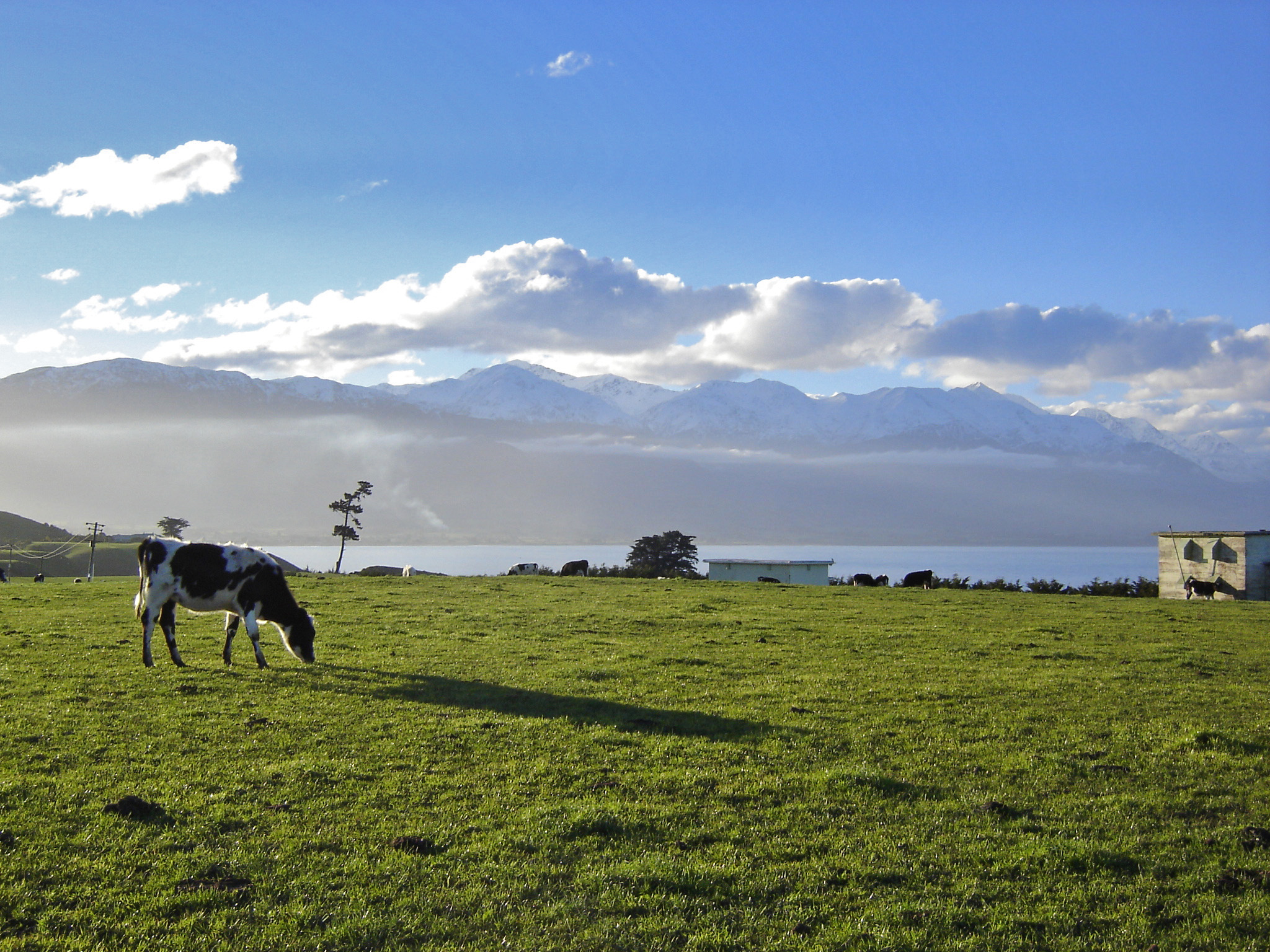
Insula de Sud (Noua Zeelandă)

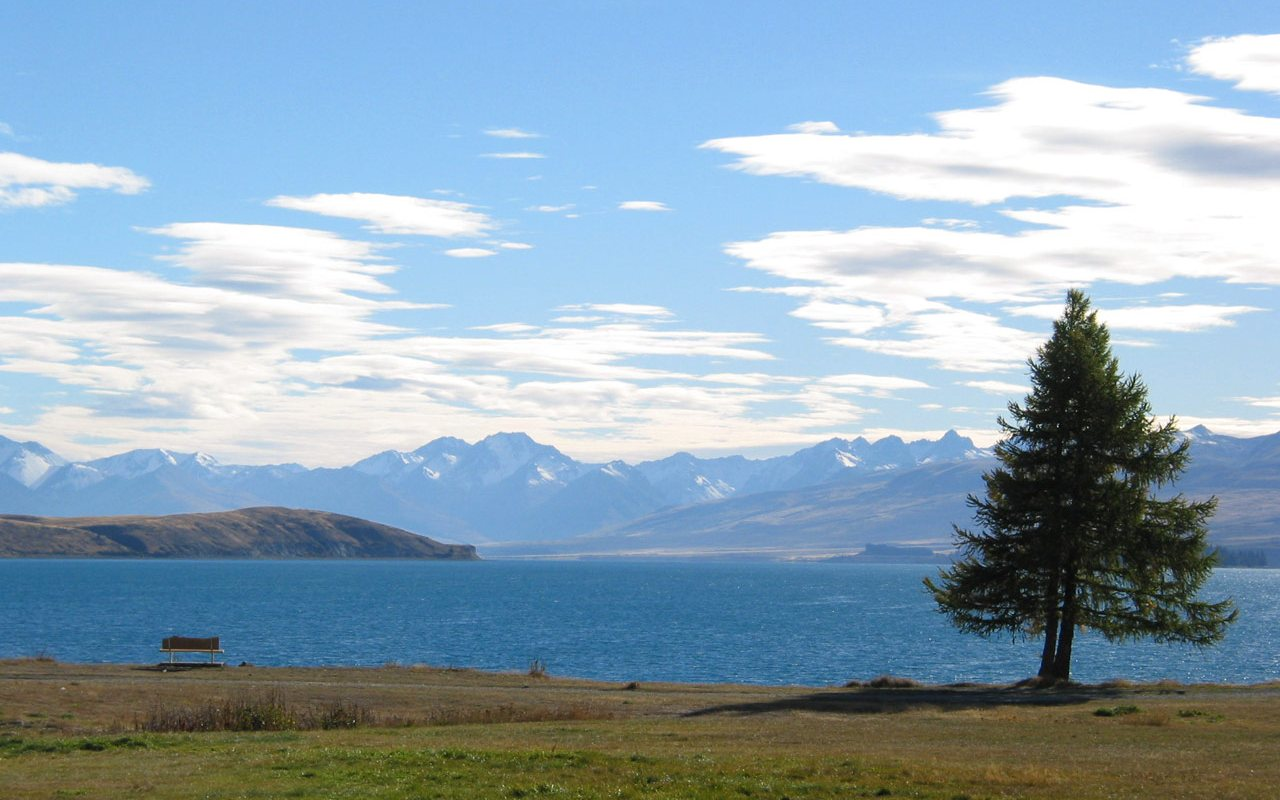
Lacul Tekapo

- Ashburton
- Blenheim
- Christchurch
- Dunedin
- Greymouth
- Hokitika
- Invercargill
- Kaikoura
- Nelson
- Oamaru, Omarama
- Te Anau, Timaru
- Queenstown
- Wanaka, Westport

Provincii istorice: 
```
   * 
Nelson

   * 
Otago

   * Canterbury
   * Marlborough
   * West Coast
   * Southland
```

La care se adaugă: Tasman. 

## Demografie

### Populație
Spre deosebire de populația mult mai mare și mai pestriță, din punct de vedere etnic, din Insula de Nord, cea din Sud e mai mică, mai omogenă, având estimativ 1.196.000 de locuitori (în iunie 2021). 
Recensământul de la 2018 a stabilit că pe Insula de Sud trăiau 571.656 bărbați și 577.914 femei. Din populația globală s-a aflat că 17,4% au avut vârsta de până la 15 ani, 20,2% au avut 15-29 ani, 45,2% au avut 30-64 ani și 17,3% aveau cel puțin 65 de ani împliniți. 

### Cultură și identitate
Recensământul de la 2018 a mai stabilit că 84,8% din locuitorii Insulei de Sud aveau origini europene, 10% cu origini Māori, 8,7% cu origini asiatice, 2,9% provenind din insulele Pacificului, 1,2% provenind din Orientul Mijlociu/ America Latină/ Africa și 1,4% și-au declarat altă etnie (cei mai mulți alegând să se declare "neo-zeelandezi"). 
21,4% din locuitorii Insulei de Sud s-au născut în afara țării. Aceștia au fost împărțiți astfel: cei mai multi din ei au fost din Anglia (22%), Australia (8,8%), Filipinele (7,9%), China Continentală (6,5%) și India (5,4%).
În jur de 48,6% din locuitorii Insulei de Sud s-au declarat creștini, 3,1% practicând religii păgâne și 45,8% preferând ateismul. Dintre creștini, 12,1% au fost catolici. 